# Шапу
Шапу (Psarocolius decumanus) — вид горобцеподібних птахів родини трупіалових (Icteridae). Мешкає в Центральній і Південній Америці.

## Опис

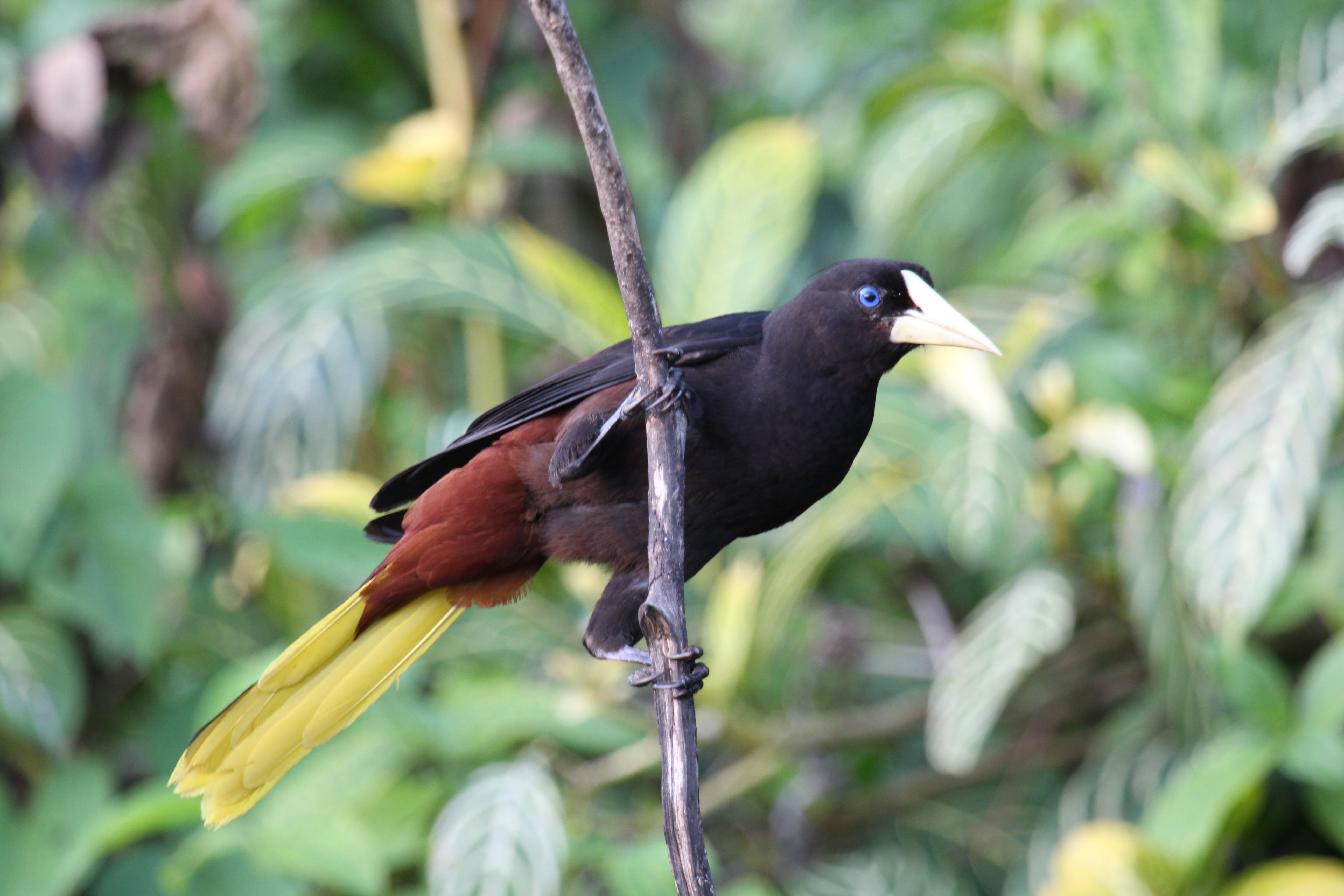
Шапу

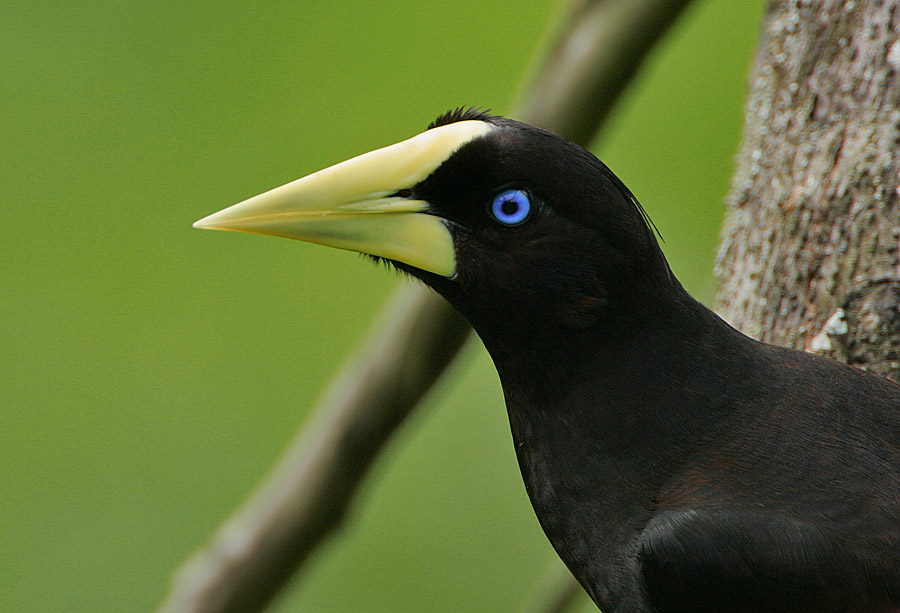
Шапу (острів Тринідад)

Довжина самців становить 46-48 см, самиць 33-38 см, самці важать 300 г, самиць 180 г. Забарвлення переважно чорне, блискуче, надхвістя і гузка темно-каштанові. Стернові пера жовті, за винятком центральної пари. У самців на голові малопомітний чуб. Райдужки блакитні, дзьоб великий, білий. Самиці мають дещо менш яскраве забарвлення, чуб у них відсутній, очі більш сірі

## Підвиди
Виділяють чотири підвиди:
- P. d. melanterus (Todd, 1917) — від південної Коста-Рики до північної і західної Колумбії;
- P. d. insularis (Dalmas, 1900) — Тринідад і Тобаго;
- P. d. decumanus (Pallas, 1769) — від Колумбії до Венесуели, Гвіани, Бразильської Амазонії, Еквадору і північного Перу;
- P. d. maculosus (Chapman, 1920) — від східного Перу до Болівії, Парагваю і північної Аргентини.

## Поширення і екологія
Шапу мешкають в Коста-Риці, Панамі, Колумбії, Еквадорі, Перу, Болівії, Бразилії, Венесуелі, Гаяні, Суринамі, Французькій Гвіані, Аргентині, Парагваї та на Тринідаді і Тобаго. Вони живуть в різноманітних природних середовищах — у вологих рівнинних і гірських тропічних лісах, на узліссях і галявинах, в рідколіссях, в галерейних лісах і на плантаціях. Зустрічаються поодинці або невеликими зграйками, на висоті до 2600 м над рівнем моря, переважно на висоті до 1000 м над рівнем моря. Іноді приєднуються до змішаних зграй птахів разом з іншими трупіалами. 

## Поведінка
Шапу живляться комахами, плодами і ягодами. Гніздяться колоніями, які можуть нараховувати 3-4 самця і 15-30 самиць. В кожній колонії є домінантний самець, який  парується з більшістю самиць після складних демонстраційних шлюбних поклонів. Гнізда мають мішечкоподібну форму, довжиною 125 см, птахи плетуть їх з рослиних волокон і лоз і підвішують на деревах. В кладці 2 сірих або блакитнувато-зелених, поцяткованих темними плямками яйця. Інкубаційний період триває 15-19 днів, пташенята покидають гніздо через 24-36 днів після вилуплення.